# 비스도르프쥐트역
비스도르프쥐트역(U-Bahnhof Biesdorf-Süd)은 베를린 마르찬헬러스도르프구 비스도르프에 있는 U5의 역이다. 1985년에 착공된 티어파르크역 이동 연장 구간의 일부로 건설되었고, 엘스터베르다어 플라츠역과 함께 1988년 7월 1일에 개통했다.
이 역이 있는 구간은 과거 철거된 VnK선의 카울스도르프 구간 노반을 재활용했다. 역이 개통된 1년 이후에는 동부 연장 구간의 종점인 회노역까지 개통되었다. 당시 농경 지구였던 헬러스도르프 지역에 시가지를 개발하면서 E선의 과거 카를스호르스트 및 쇠네바이데 방면 연장이 취소되었고, 신시가지에 철도 교통을 공급하기 위해서 비스도르프 방면으로 U반 건설 계획이 변경되었다.

## 승강장
아래 도표의 왼쪽이 서쪽, 오른쪽이 동쪽에 해당한다. 3번 승강장은 역 동쪽으로 단선 인상선과 연결되어 있으며, 회노발 중간 종차 열차용 승강장으로 계획되어 있었으나, 평상시에는 사용하지 않고 임시 운행 시에만 사용한다.
| 엘스터베르다어 플라츠↑ |
| \| ３２ \|             |
| ↓티어파르크            |

| 1 | U5 | 알렉산더플라츠 · 중앙역 방면 |
| 3 | U5 |                              |
| 2 | U5 | 회노 방면                    |

## 인접 철도역
| 베를린 지하철 5호선    | 베를린 지하철 5호선 | 베를린 지하철 5호선             |
| ---------------------- | ------------------- | ------------------------------- |
| 티어파르크 중앙역 방면 | U5                  | 엘스터베르다어 플라츠 회노 방면 |